# カルィーニウカ (カルィーニウカ地区)
カルィーニウカ（ウクライナ語: Калинівка）はウクライナのヴィーンヌィツャ州カルィーニウカ地区にある都市。ジェールジ川の河岸に位置する。都市の高さは海抜288 mである。面積は9.8 km²。人口は18,492人 (2022年1月1日)。
カルィーニウカは18世紀に創建された。1979年に市制施行された。
市内ではカルィーニウカ駅がある。首都キエフまでの直線距離は181 kmであるが、鉄道で198 km、車道で236 kmとなっている。州庁所在地までの直線距離は23 km、鉄道で23 km、車道で25 kmとなっている。